# Grande rivière Swaggin
Pour les articles homonymes, voir Swaggin.
La Grande rivière Swaggin est un affluent de la Rivière L'Assomption, coulant sur la rive nord du fleuve Saint-Laurent, dans le Parc national du Mont-Tremblant et dans la municipalité de Saint-Côme, dans la municipalité régionale de comté (MRC) de Matawinie, dans la région administrative de Lanaudière, au Québec, au Canada.
Le cours de cette rivière coule généralement vers l'est en traversant les lacs Godin, Croche et Claire, dans une vallée forestière entourée de montagnes.
La partie supérieure de la Grande rivière Swaggin est plutôt inaccessible, faute de routes carrossables ; la partie inférieure est desservie par le chemin du Lac-Croche et la route du Lac-Clair.

## Géographie
La Grande rivière Swaggin prend sa source à l'embouchure du lac des Cèdres (longueur : 0,4 km ; altitude : 422 m). Ce lac est situé en zone forestière et montagneuse, est située dans le Parc national du Mont-Tremblant.
L’embouchure de ce lac de tête est situé à 13,1 km au nord du centre du village de Saint-Côme, à 20,0 km à l'est du centre du village de Saint-Donat et à 7,0 km à l'ouest de la confluence de la Grande rivière Swaggin.
À partir du lac des Cèdres, la Grande rivière Swaggin coule sur 8,7 km, selon les segments suivants :
- 1,9 km vers le sud-est dans le Parc national du Mont-Tremblant, jusqu’à la rive ouest du lac Godin ;
- 1,4 km vers le nord-est en traversant le lac Godin (longueur : 1,2 km ; altitude : 374 m) sur sa pleine longueur, jusqu’à la rive sud du lac Croche ;
- 1,8 km vers le nord-est, en traversant sur 1,1 km le lac Croche (longueur : 1,4 km ; altitude : 367 m), jusqu’à la rive nord-ouest du lac Clair ;
- 1,8 km vers l’est, en traversant le lac Clair (altitude : 323 m), jusqu’à l’embouchure ;
- 0,6 km vers l’est, jusqu’à la confluence de la Petite rivière Swaggin (venant du nord-ouest), soit la limite du Parc national du Mont-Tremblant ;
- 1,2 km vers l'est dans le Parc national du Mont-Tremblant, en traversant un barrage, jusqu’à la confluence de la rivière[2].

La Grande rivière Swaggin se déverse sur la rive ouest de la Rivière L'Assomption. La confluence de la Grande rivière Swaggin est située à :
- 7,4 km au nord-ouest du centre du village de Saint-Côme ;
- 14,6 km à l'ouest de la limite de Sainte-Émélie-de-l'Énergie.

À partir de la confluence de la Grande rivière Swaggin, la Rivière L'Assomption descend généralement vers le sud-est ; puis serpente vers le sud-ouest, jusqu'à la rive nord du fleuve Saint-Laurent.

## Toponymie
Le toponyme Grande rivière Swaggin a été officialisé le 6 mars 1975 à la Commission de toponymie du Québec.